# Verbascum guicciardii
Verbascum guicciardii är en flenörtsväxtart som beskrevs av Theodor Heinrich von Heldreich och Pierre Edmond Boissier. Verbascum guicciardii ingår i släktet kungsljus, och familjen flenörtsväxter. Inga underarter finns listade i Catalogue of Life.